# 新加坡教育
新加坡教育是由新加坡教育部所管理，学龄合法居住此地的居民皆可接受教育。當中私立和国立學校之課程自主性、納稅人援助和資助範圍、學生的學費負擔和錄取政策都有差異。

## 概要
新加坡教育沿襲英国制度，其基础教育水平在东盟各国位列第一，自60年代末始便以英语为基本教学语言。
一般来讲，新加坡教育可分三至四个阶段。自2003年以来，六年小学教育对国民是强制性的，再修完四至六年的中学课程，基本科目成绩均达标者可选读理工学院（三至五年）或初级学院（两年），未达标者可入读工艺教育学院（ITE）或出国留学，也可选择直接走向社会参与工作。依照学业成绩，理工学院学生毕业后各科目及格者均将获得副学士文凭，约有五分之一可继续攻读政府大学的学士文凭，初级学院或称本科预备班的学生则有六成以上可获准攻读政府学士（本科）文凭。总体来讲，与大部分亚洲国家十分不同的是，新加坡采用“精英教育模式”，即意味着公立本科文凭课程仅开放给小比率成绩优异的学生就读，形成一种上（即：公立大学本科）下（即：私立院校、工艺教育学院、中学）窄，中间（理工学院）宽的格局。新加坡小学的毕业考试小学离校考试（PSLE）， 中学的新加坡-劍橋普通教育證書普通水準会考（Singapore-Cambridge GCE 'O' Level），及初级学院的新加坡-劍橋普通教育證書高級水準会考（Singapore-Cambridge GCE 'A' Level）--是制度中重要的衡量尺标，其会考成绩直接影响升学能力。
新加坡小学阶段及中学的低年级阶段一般采用半天制教学，和中國多数大城市相比，课业强度略低。 而初级学院、大专和理工学院则沿用开放全日制。
新加坡教育制度以严格著称。新加坡的中小学至今允许校长或训导主任在家长同意的情况下使用鞭刑处罚学生 ，有些时候鞭刑是公开实施的，虽然很少施行，但仍对其他学生起到威慑作用。

## 年级
在新加坡，一学年分为两个学期。第一学期从1月初开始（高一年级为2月初），5月结束；第二学期始于7月，并于11月结束。
| 年级                                                                 | 最低年龄（生日已过） |
| -------------------------------------------------------------------- | -------------------- |
| 学前班                                                               |                      |
| 学步班                                                               | 4                    |
| 幼稚园                                                               | 5至6                 |
| 小学（孩童于7岁入读小学一年级）                                      |                      |
| 小一                                                                 | 7                    |
| 小二                                                                 | 8                    |
| 小三                                                                 | 9                    |
| 小四                                                                 | 10                   |
| 小五                                                                 | 11                   |
| 小六                                                                 | 12                   |
| 中学（孩童于13岁入读中学一年级）                                     |                      |
| 中一                                                                 | 13                   |
| 中二                                                                 | 14                   |
| 中三                                                                 | 15                   |
| 中四                                                                 | 16                   |
| 中五（仅适用于普通学术源流）                                         | 17                   |
| 中学后教育（高等教育）                                               |                      |
| 初级学院、工艺教育学院、高级中学、私立院校、理工学院、公立本科教育等 | 16/17以上            |

## 小學教育
小学1年级到4年级是基础教育阶段，所有课程为必修课，有4门主课，包括英文、数学、科学和母语（包括华文、马来文以及坦米爾語），其他课程还包括音乐、美术、公民教育（在一些特选学校，这门课程用母语教授）、健康教育、社会以及体育。学生从小学三年级开始学习科学。
1991年至2003年，在小学四年级末有分流考试，将学生分为三个源流：EM1、EM2和EM3。在EM1和EM2源流的学生修读4门主课：英语、数学、母语和科学，其中EM1源流学生还可以选修高级母语（Higher Mother Tongue），这是在普通的母语课程基础上更进一步的课程。EM3源流学生修读英语、基本母语和数学。大多数学生进入EM2源流，大约10%成绩优异的学生能够进入EM1源流，还有一部分成绩较差的学生进入EM3源流。对于新加坡这种小学分流制度，有很多人批评过早对学生分类，可能影响学生学习的自信心，但是新加坡政府称，这么做是将不同学习能力的学生分开教育，对不同的学生因材施教。
後來於2002年，新加坡作家兼導演梁智強透過製作新加坡電影《小孩不笨》，由三名EM3學生的遭遇控訴其教育制度的流弊，於當地社會帶來重大反響，促使政府對其教育制度作出反思。故此自2004年起，小學教育逐漸推行改革。於2004年，政府已将EM1和EM2源流合并。自2008年，EM1、EM2和EM3源流的分流制度已废除。现今的制度是以学生的母语、数学和科学程度，個別選擇修適合自己的源流課程。
小学六年级末所有小学生必须参加小学离校考试（Primary School Leaving Examination，PSLE），考试包括4门主课，根据考试成绩学生将可以进入不同的学校，选修不同的课程。
為降低對學業成績的過度偏側，以及讓學校騰出更多時間展開互動性學習項目，新加坡教育部計劃從2019年起取消小二生的年底考試，以及小一和小二的所有計分評估，並計劃在2021年底前逐步取消小三和小五的年中考試。

## 中学教育
中学课程分为四大源流（不包括六年制直通车课程）。根据小学、中学的期考成绩，学生将被进行多轮的筛选和分流，这个过程大概持续至中学二年级到三年级期间结束，之后学生被分配并固定在不同的中学源流: 
| 特別源流         | 一般为4年制课程，4年教育结束即参加新加坡-剑桥普通教育文凭普通水准考试，可选修高级母语科目。 |
| 快捷源流         | 至少4年制课程，大部分新加坡中学生来自这一源流。4年校内成绩达标即可参加新加坡-剑桥普通教育文凭普通水准考试，一般可选修高级母语科目。                                                                            |
| 普通（学术）源流 | 至少5年制课程，相当部分新加坡中学生来自这一源流。学生在第4年参加新加坡-剑桥普通教育文凭N水准考试，达标后可继续第5年的课程，并与快捷源流学生一起参加新加坡-剑桥普通教育文凭普通水准考试，但不设有高级母语科目。 |
| 普通（技术）源流 | 一般为4年制课程，学生只修读2门主课，即英语和数学，第四年参加新加坡-剑桥普通教育文凭N水准考试后可入读ITE职业培训学校。                                                                                          |

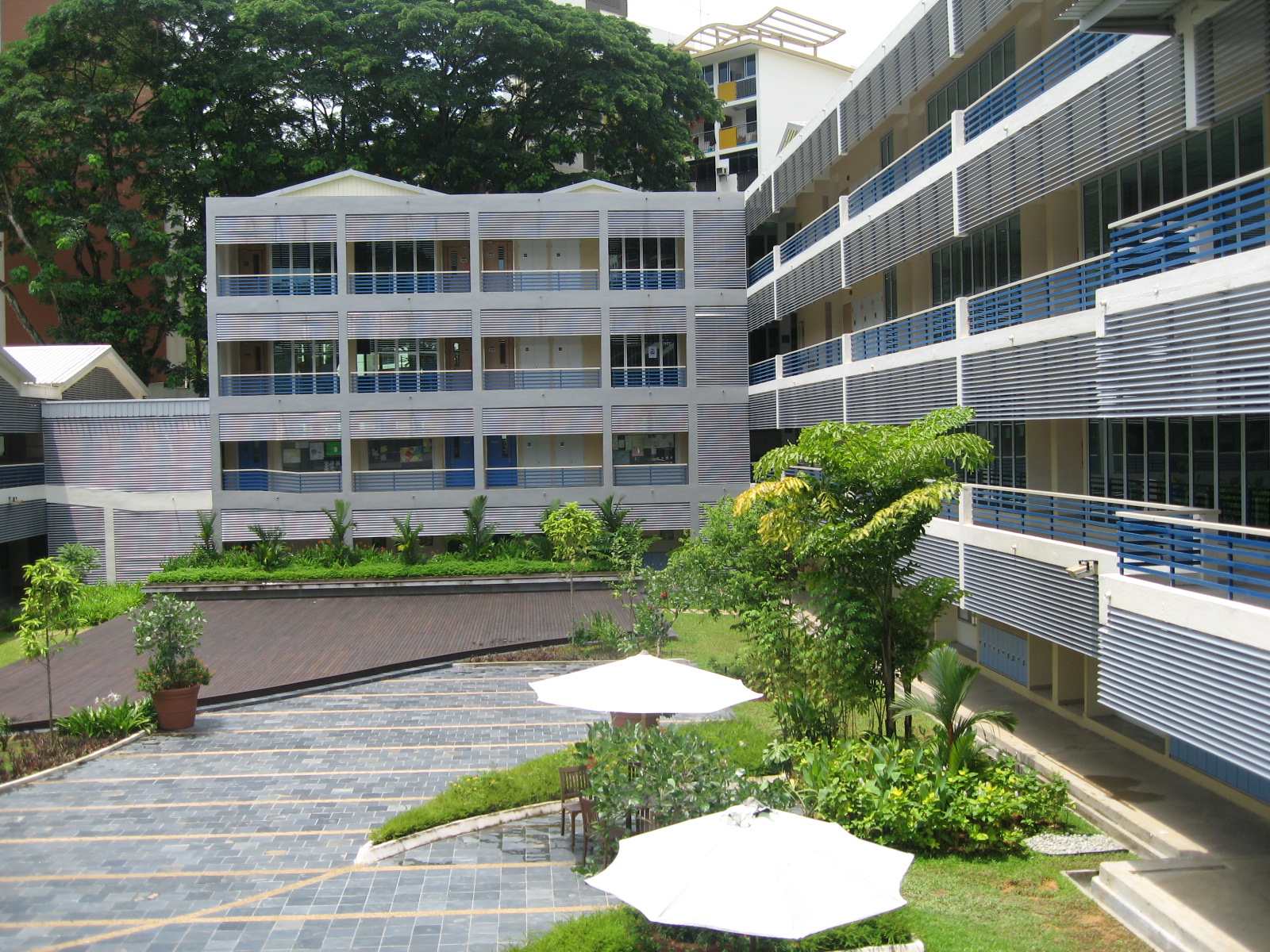
英華自主中学为一所自主中学

新加坡的中学分为自主中学（Independent）、自治中学（Autonomous）和政府中学三种。其中自治和政府中学的学费统一由教育部规定，自主中学可以自定学费，一般要比普通中学的学费贵出许多。
没有参加小学毕业会考的外国学生在报考新加坡中学时，必须先参加由新加坡教育部主办的智商测试，通过后才可以报考这些学校。但是至于是否接受申请的学生，则由各学校自行决定。
在中学低年级（1、2年级），特殊/快捷课程和普通学术课程中所有课程为必修课，包括了：英语、母语（部分学生为高级母语）、数学、科学（包括化学、物理学和生物学全部必修）、人文（包括历史和地理）、英国文学、美术、技术、家政、公民教育、体育和音乐。而普通技术课程学生所有课程也是必修，包括了英语、母语、数学、计算机应用、科学、技术、家政、社会、公民教育、美术、音乐和体育。
非直通车课程的学生在中学2年级末，可根据成绩及学校的课程设置，选修3、4年级的部分课程。中学3、4年级的课程是为普通文凭或N水准考试而设置的，选修的课程将是考试的课程。在特殊/快捷课程，必修课包括英语、母语（或高级母语）、数学，学生可以选择一至三门科学课程（包括物理、化学和生物）、一至两门人文课程（包括历史、地理、社会、英国文学，小部分学生可选择马来文学或中国文学），有数学天赋者还可以选择高级数学。还有的学生则可以选读音乐或美术。大多数新加坡学生选读7~9门课程参加最终的普通文凭考试。除此之外，体育和公民教育两科也纳入课程范围，但不设有正规考试。
中学生也必须参与課程輔助活動（Co-Curricular Activities）（以前称为课外活动），课外活动成绩在申请进入理工学院或技术学院时可以作为一门课程的成绩，但是申请进入初级学院和高级中学只能作为加分，而不能作为一门课程的成绩。
考试成绩分为9等：A1、A2、B3、B4、C5、C6、D7、E8、F9，其中D7以下为不合格。在普通文凭考试结束后，学生要选择一门第一语文（英语或高级母语）、一门数学或科学、一门人文科学，以及三门最佳学科的成绩（L1R5），将所得等级相加，总合分数低者为优。修读高级母语并获得A1的学生能够从总分中扣除2分，而课外活动获得A1的学生也可以扣除2分，根据最后所得L1R5的成绩来申请进入相应的高等教育学校。通常要申请进入初级学院（JC）、理工学院（POLY）或高级中学的学生，英语等级最少D7，数学最少C6，这两科为最重要的硬性要求，未达标者只得就读工艺教育学院（ITE）、私立学校，也可选择复读、出国留学或直接进入职场参与工作。

### 直通车课程

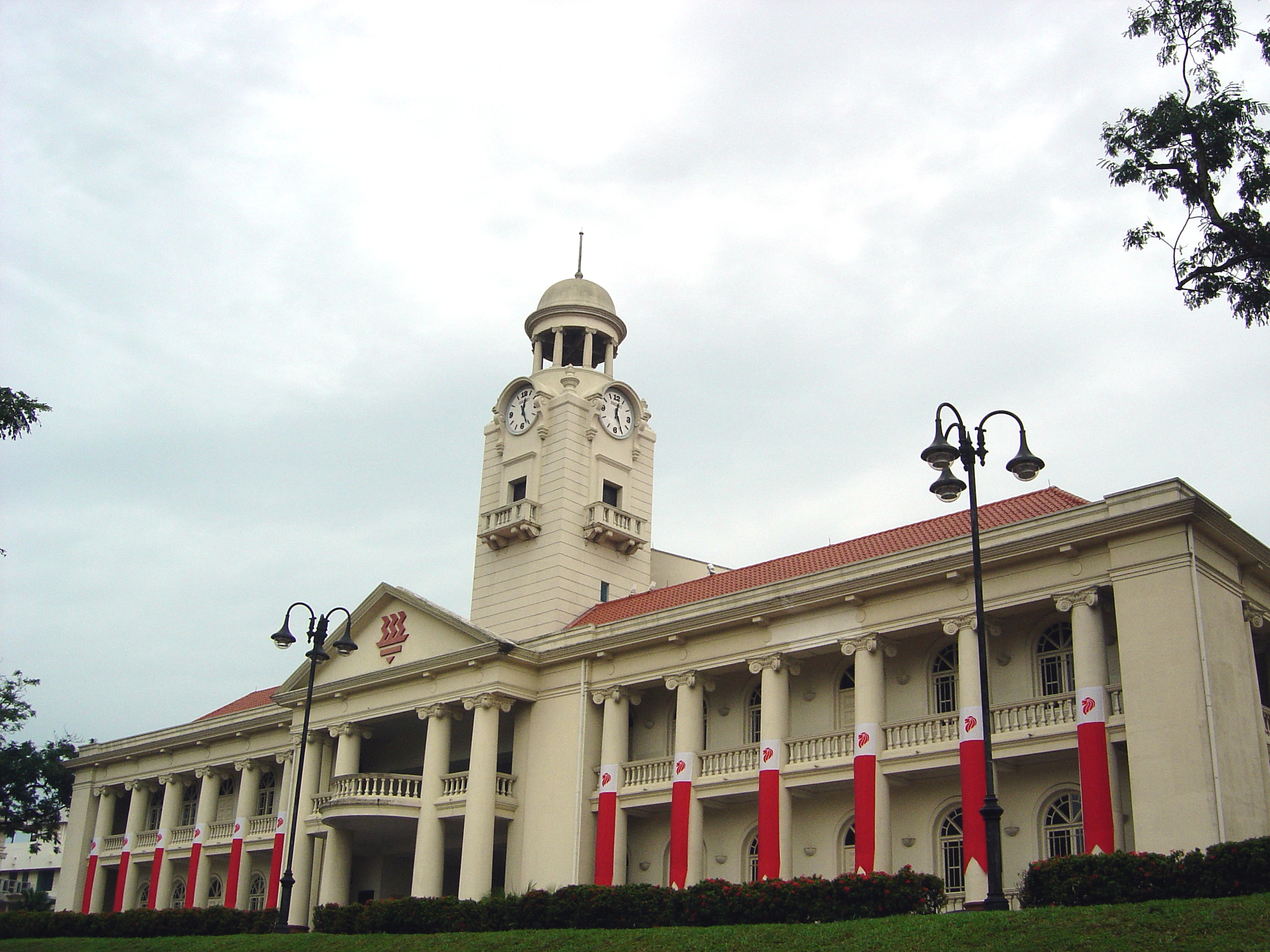
新加坡华侨中学为首批提供提供直通车课程的学府

2004年，新加坡开始实施“直通车课程”，有时候也称“综合课程”，允许成绩优异的学生参加6年制的课程，跳过新加坡-剑桥普通教育证书普通水準考试（Singapore-Cambridge GCE 'O' Level），而直接在6年教育之后参加新加坡-剑桥普通教育证书高级水準考试（Singapore-Cambridge GCE 'A' Level）或相等文凭考核。

## 高等教育
在中学毕业后，30%的新加坡学生将入读理工学院（Polytechnic）修读副学士课程，另有较多数入读工艺教育学院（Institute of Technical Education）进行较低端工种的职业培训。这两类高等教育的学生中只有很小一部分能最终获得批准入读政府大学学士课程。而剩余的约15%中学毕业生则进入大学预备课程教育中心（Pre-University Centre），如初级学院和高级中学，这部分学生在结束二至三年的课程后，只有20%能够入读公立政府大学。

### 大学预备课程教育中心
新加坡有两种大学预备课程教育中心（Pre-University Centre)，初级学院（简称初院，Junior College）以及高级中学（简称高中，Centralised Institute）。初院和高中学生可以选择两种类型的课程：理科与文科。所有学生都必须修读3科剑桥高级文凭高一科目（H1）和3～4科剑桥高级文凭高二科目（H2）。高一科目包括综合试卷（General Paper），母语（中学高级母语成绩优异者可以不修）以及一科跨课程的科目（理科学生必须修读文科科目，文科学生必须修读理科科目）。另外学习能力比较强的学生，将可以在学院的推荐下选修高三科目（H3），高三科目是学生本身选修科目的进阶，难度和程度都比较高。
两或三年之后学生最终将参加剑桥高级文凭考试（GCE 'A' Level），然后以剑桥高级证书进入大学。

### 中学以后课程教育
中学毕业后想修读非学术型的中学以后课程教育（Post-Secondary）有两种选择：理工学院（Polytechnic）以及工艺教育学院（Institute of Technical Education）。新加坡总共有5所理工学院，而工艺教育学院分别于3所母院。理工学院和工艺教育学院不設學位課程，因此，學生在毕业後将得到没有学位的文凭:理工学院毕业生将得文凭（Diploma），而工艺教育学院将得工艺教育证书（ITE Certificate），然后就进入就业市场。而在理工学院成绩优异的学生，可在新加坡三所大学裡繼續修读学士学位。在工艺教育学院成绩优异的学生，可升上理工学院。
新加坡的5所理工学院分别为：
- 新加坡理工学院 （Singapore Polytechnic）
- 义安理工学院 （Ngee Ann Polytechnic）
- 淡马锡理工学院 （Temasek Polytechnic）
- 南洋理工学院 （Nanyang Polytechnic）
- 共和理工学院 （Republic Polytechnic）

工艺教育学院分别于3所母院：
- 工艺教育东区学院 （ITE College East），工艺教育东区学院新综合校舍于2006年开幕。
- 工艺教育西区学院 （ITE College West），工艺教育西区学院新综合校舍将坐落于蔡厝港，于2009年建成。目前分别于另五所分校。
- 工艺教育中区学院 （ITE College Central），工艺教育中区学院新综合校舍将坐落于宏茂桥，于2011年建成。目前分别于另五所分校。

## 私立学院
新加坡有100多所私立学院.提供两种课程：没有学位的文凭（diploma）以及学位（degree）的课程。其中学位课程都是与国外大学合作办学所颁发的国外大学文凭。
新加坡教育部在2009年提出的一个全新私立院校认证资格“Edutrust”，并在2010年开始实施。“EduTrust” 认证将会探讨以下领域：私立教育机构的财务管理和健康；强调学术性流程，例如课程设计和发展、学生跟进和发展、学生评估及教师的筛选；本地学生的学费保护。所有学生都必须受到医药保险的保护（新加坡公民、永久居民及持有学生证以外的其他证件的学生可以选择退出）

## 大学
除了医学、法学、工程等专业外，新加坡的大学学制与澳洲及新西蘭一样，一般只需3年就可以获得普通学位，獲得榮譽學位通常需時4年。